# Gli uomini, che mascalzoni...
Gli uomini, che mascalzoni... és una pel·lícula italiana del 1932, dirigida per Mario Camerini. Presentada a la 1a Mostra Internacional de Cinema de Venècia, «aquesta comèdia còmic-sentimental perfumada de joventut i contada amb gràcia» va tenir aleshores un èxit rotund, no sols a Itàlia. Va llançar com a estrella de cinema Vittorio De Sica, fins aleshores actor de teatre lleuger, i va fer famosa la cançó Parlami d'amore Mariù, cantada en una seqüència de la pel·lícula pel mateix De Sica, i va representar una important innovació en el cinema italià de l'època per la revolucionària elecció de rodar a l'aire lliure en lloc dels ambients reconstruïts als estudis.
Després d'aquesta primera col·laboració, Camerini i De Sica van treballar junts en una sèrie de comèdies sentimentals d'èxit, com ara Il signor Max (1937) i I grandi magazzini (1939).
El 1953 se'n va fer un remake, poc fidel, Gli uomini, che mascalzoni!, amb Walter Chiari en el paper protagonista.

## Argument
A la laboriosa Milà dels anys 1930, el xofer Bruno s'enamora de la tímida Mariuccia, dependenta d'una perfumeria i filla d'un taxista. Com que la noia i els seus companys sembla que no se'l prenen seriosament veient-lo en bicicleta, per impressionar-la, Bruno la va a buscar a la feina al cotxe del propietari, anant d'amagat amb l'excusa d'una avaria, i en comptes d'acompanyar-la la porta a casa a passejar fins a Arona, al Llac Maggiore. A la tornada s'aturen a una taverna, on ballen junts al so de Parlami d'amore Mariù. Quan l'esposa del propietari passa per la mateixa carretera i reconeix el cotxe, Bruno fa veure que només ha sortit a provar el cotxe després d'haver-lo reparat i es veu obligat a portar immediatament la senyora a Milà. A la Mariuccia, Bruno la deixa dient que tornarà immediatament però que es veu involucrat en un accident a la tornada. La noia es troba sola, lluny de casa, sense diners. Després d'haver guanyat la solidaritat femenina de l'esposa de l'amfitrió amb la història de la seva pròpia desventura, és acollida de nit i la porta de tornada a la ciutat l'endemà al matí.

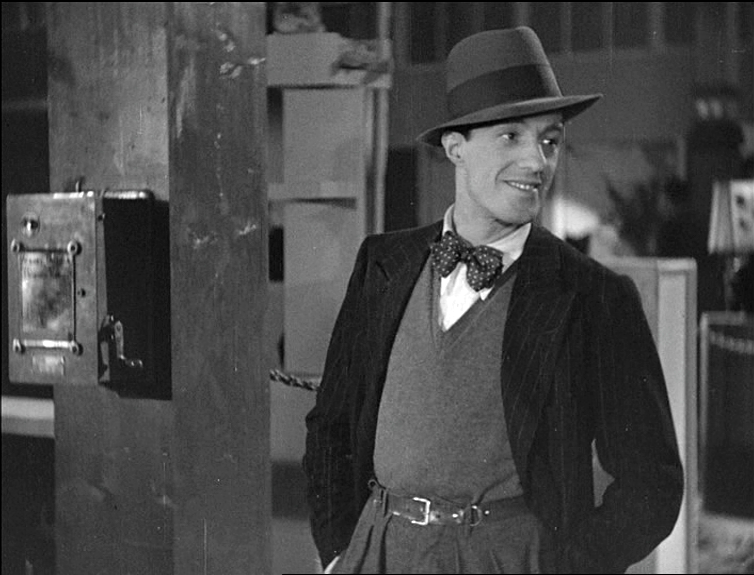
De Sicca en una escena de la pel·lícula

Bruno, acomiadat per haver destrossat el cotxe, va a la perfumeria per demanar disculpes a Mariuccia, però és rebut amb fredor per la noia, convençuda que s'ha burlat d'ella, i és induït a comprar un perfum car, com a càstig pel seu comportament. Els dos es perden de vista i es tornen a trobar casualment quan el nou amo de Bruno fa que la Mariuccia faci un passeig al cotxe. Bruno no suporta la humiliació de ser el conductor de la noia i abandona la feina tan difícil de trobar, abandonant el cotxe i els passatgers al mig de la carretera. La Mariuccia, després d'haver descobert que Bruno no és un cavaller sinó un simple treballador, està disposada a canviar d'opinió i donar-li una altra oportunitat però ara és ell qui ja no vol saber d'ella i l'acusa d'interessar-se només pels homes rics.

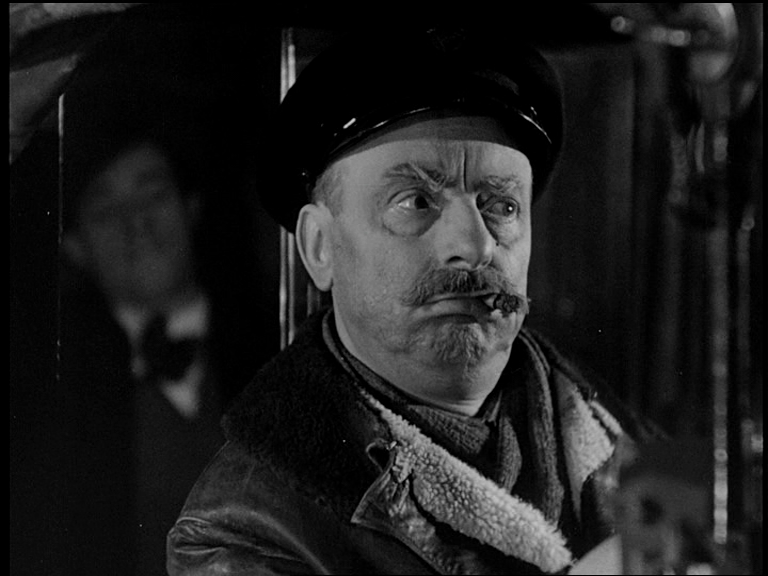
Zopetti en una escena de la pel·lícula

Arrepentit d'haver-la tractat malament, Bruno torna a buscar la Mariuccia i la troba a la seva nova feina a un estand de la fira. La noia, sentint-se culpable d'haver estat la causa involuntària de l'acomiadament de Bruno, aprofita l'interès despertat en un enginyer madur per aconseguir-li una feina durant la fira, sense fer-li saber que el mèrit és seu. Els dos nois ja són parella, però la seva relació es veu novament minada per un malentès: un vespre la Mariuccia, en senyal d'agraïment, acompanya l'enginyer al parc d'atraccions de l'interior de la fira. En Bruno, que treballa unes parades més enllà, rep la propina de la venedora d'un punt de caramels que s'ha enamorat d'ell i, sense pensar-ho dues vegades, demana a la venedora que l'acompanyi al mateix lloc. Bruno fa veure que està familiaritzat amb la venedora, provocant el disgust de Mariuccia.
Però quan la noia innocent fuig plorant, Bruno abandona la dependenta de la botiga i persegueix la Mariuccia fins a un taxi, on finalment s'aclareixen i ell proposa casar-se amb ell. Succeeix que el taxista és el pare de la Mariuccia que ho ha sentit tot i està disposat a beneir la nova unió.

## Repartiment
- Lia Franca - Mariuccia
- Vittorio De Sica - Bruno
- Cesare Zoppetti - Tadino
- Aldo Moschino - Comte Piazzi
- Carola Lotti - Gina
- Anna D'Adria - Letizia
- Gemma Schirato - Vídua
- Maria Montesano - Venedora de caramels
- Tino Erler - Mario Castelli
- María Denis
- Didaco Chellini - Enginyer

## Producció
El director Camerini, amb el suport del productor Cecchi, va prendre la decisió revolucionària de rodar la pel·lícula en exteriors, en lloc dels estudis habituals, que s'arriscava a donar una sensació de fals amb els seus entorns reconstruïts. Així es va expressar al diari milanès Corriere della Sera sobre aquesta primera pel·lícula rodada a Milà: «És la primera vegada que veiem Milà a la pantalla. Bé, qui podria haver endevinat que era tan fotogènica? Camerini ha sabut captar certs moments inconfusibles de la cara i el moviment de Milà amb una delicadesa extrema i ha sabut donar-nos, sense esforç, el color tot llombard, una vitalitat laboriosa".
Especialment per als escenaris ambientats a la fira, el Dizionario Mereghetti defineix la pel·lícula com "un testimoni d'un moment de canvi i reestructuració del capitalisme italià".
El cotxe que condueix en Bruno per impressionar la Mariuccia és un Fiat 525 Torpedo.

## Banda sonora
Camerini va decidir incloure a la pel·lícula la cançó Parlami d'amore Mariù de Cesare Andrea Bixio malgrat que la productora havia expressat l'opinió contrària. Finalment, aquesta cançó es va fer encara més popular que la pròpia pel·lícula.